# Stínava
Stínava je obec v okrese Prostějov v Olomouckém kraji. Leží na hranicích Hané a Drahanské vrchoviny. Žije zde 163 obyvatel. Mezi historické památky obce patří původně románský kostel a kaple.

## Historie
Oblast okolo Stínavy byla osídlena již před zlomem letopočtu. Obec leží v těsné blízkosti (necelé 2 km) keltského oppida Staré Hradisko.
První písemná zmínka o obci pochází z roku 1358 (Stinawia), kdy upsal do zemských desek Henzlín z Vícova své paní Zbince 400Mark. Roku 1512 se Stínava stává součástí panství plumlovského. Patřila nejprve Pernštejnům, pak Lichtenštejnům.
V okolí Stínavy se v minulosti těžila železná ruda. Roku 2020 byly provedeny archeologické vykopávky na místě dnešních tůní a nalezeny zbytky po zpracování železné rudy a s tím spojený i hamr na zpracování této suroviny. 
Území obce je rozděleno vojenským újezdem Březina a obcí Vícov na dvě nestejně velké části. K 24. květnu 2017 bylo vedle původního jednoho katastrálního území Stínava vytvořeno další katastrální území Horky u Stínavy.

## Obyvatelstvo

### Struktura
Vývoj počtu obyvatel za celou obec i za jeho jednotlivé části uvádí tabulka níže, ve které se zobrazuje i příslušnost jednotlivých částí k obci či následné odtržení.
| Místní části   | Místní části | 1869 | 1880 | 1890 | 1900 | 1910 | 1921 | 1930 | 1950 | 1961 | 1970 | 1980 | 1991 | 2001 | 2011 | 2021 |
| -------------- | ------------ | ---- | ---- | ---- | ---- | ---- | ---- | ---- | ---- | ---- | ---- | ---- | ---- | ---- | ---- | ---- |
| Počet obyvatel | část Stínava | 315  | 336  | 351  | 332  | 327  | 329  | 308  | 243  | 265  | 236  | 196  | 145  | 148  | 146  | 158  |
| Počet domů     | část Stínava | 51   | 55   | 58   | 60   | 62   | 62   | 64   | 75   | 66   | 63   | 57   | 70   | 71   | 73   | 73   |

## Pamětihodnosti
- Kostel Povýšení svatého Kříže – románský jednolodní kostel založený ve 13. století, zřejmě stavba s nejstaršími kořeny na Prostějovsku; svou dnešní podobu získal úpravami v 17. a 19. století

## Významní rodáci
- František Hasa (1863–1945), vysokoškolský profesor mechanické technologie a rektor ČVUT
- Jiří Vymazal (1937–2023), sociolog, teoretik médií, regionální historik[9][10][11]

## Galerie

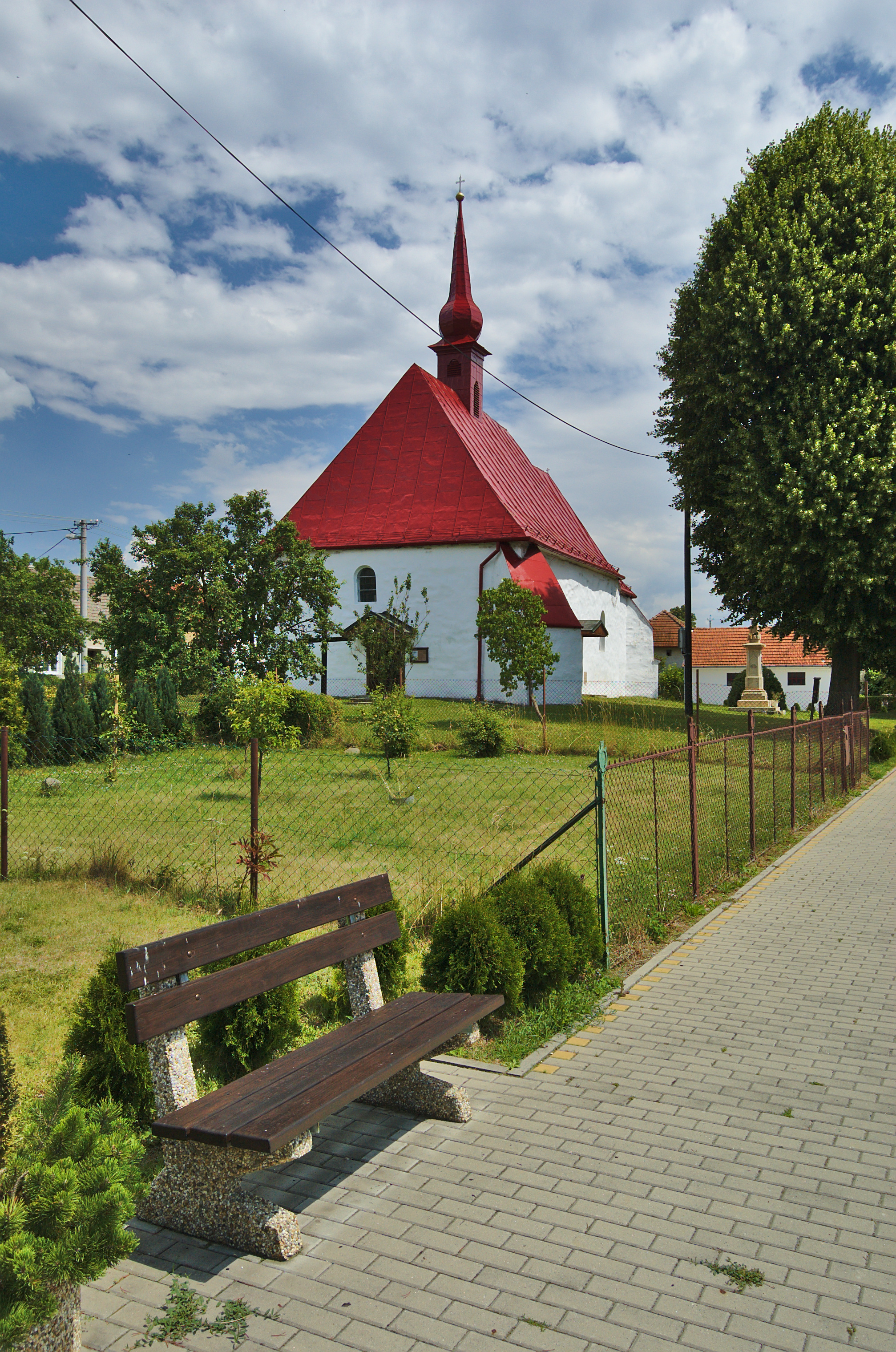
Kostel Povýšení svatého Kříže
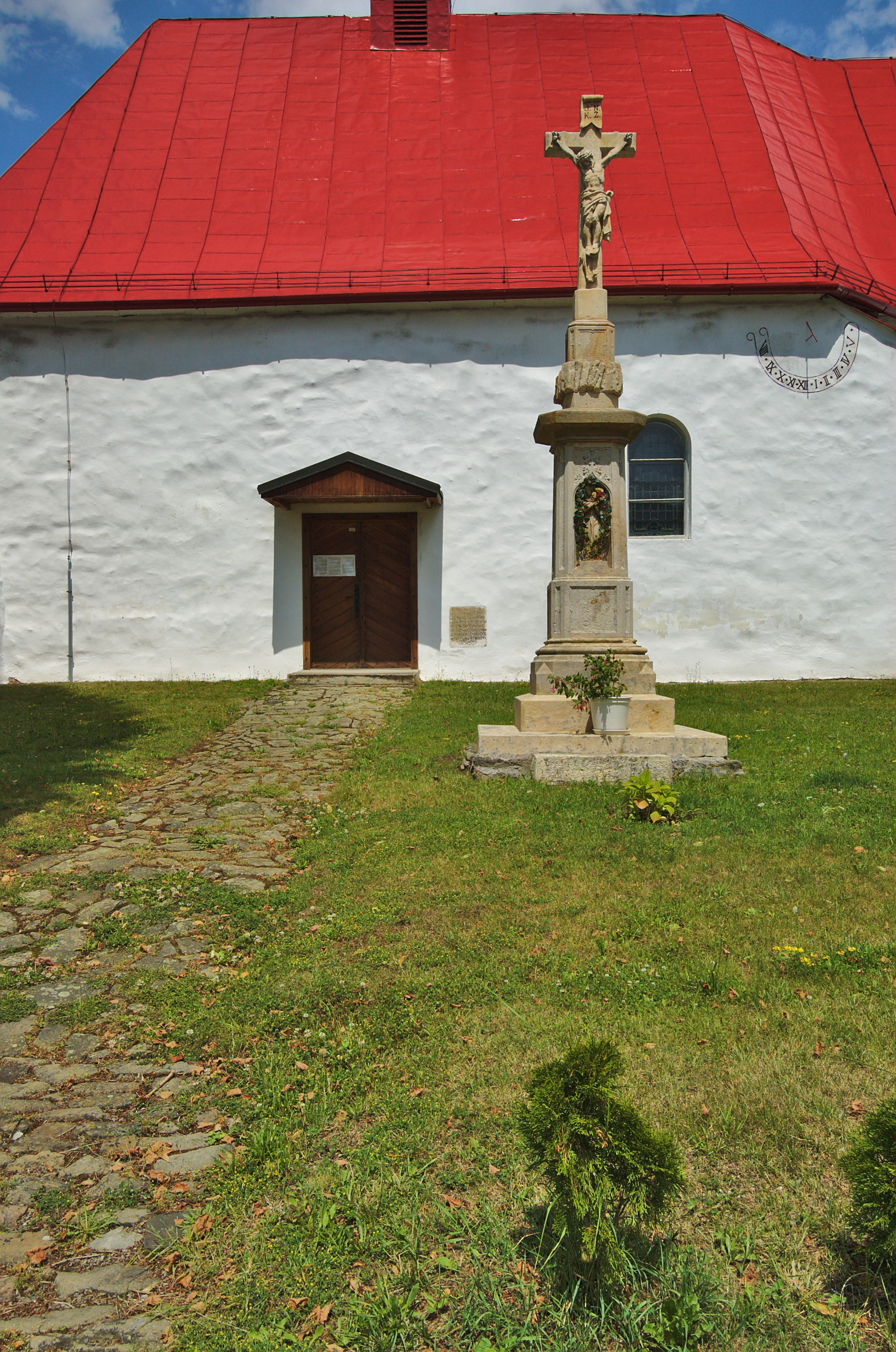
Kříž před kostelem Povýšení svatého Kříže
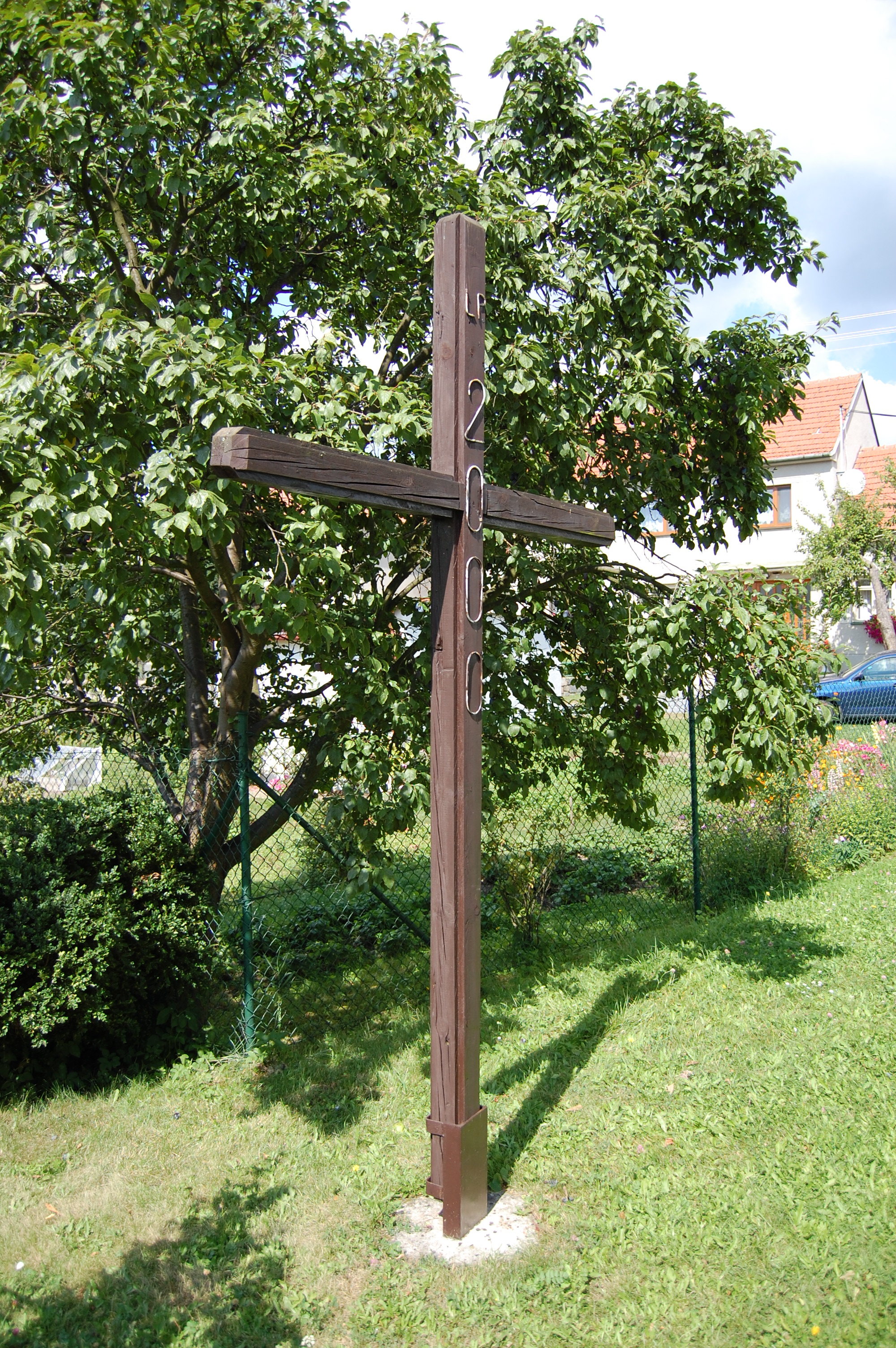
Dřevěný misijní kříž před kostelem
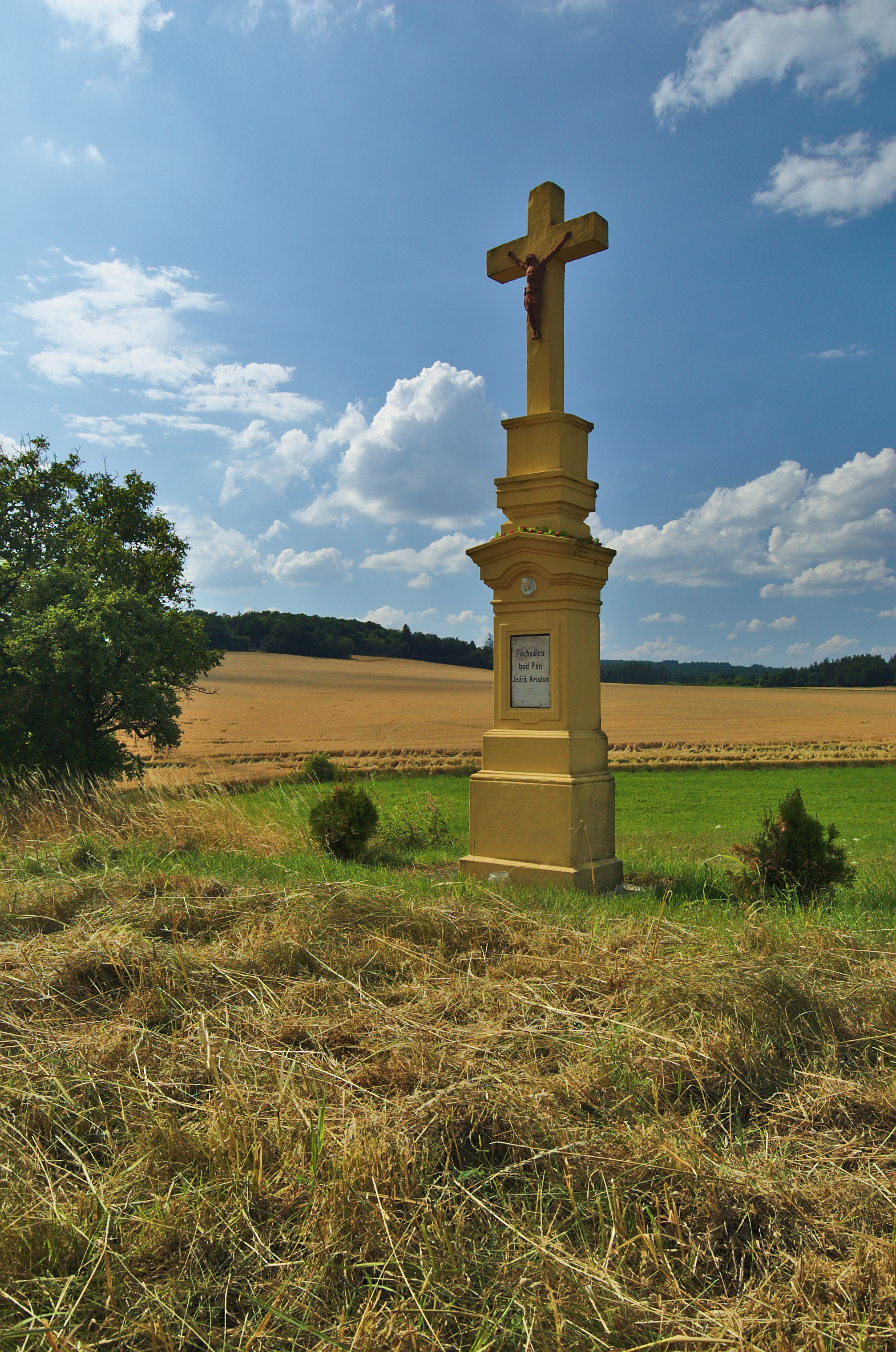
Kříž mezi obcí a statkem
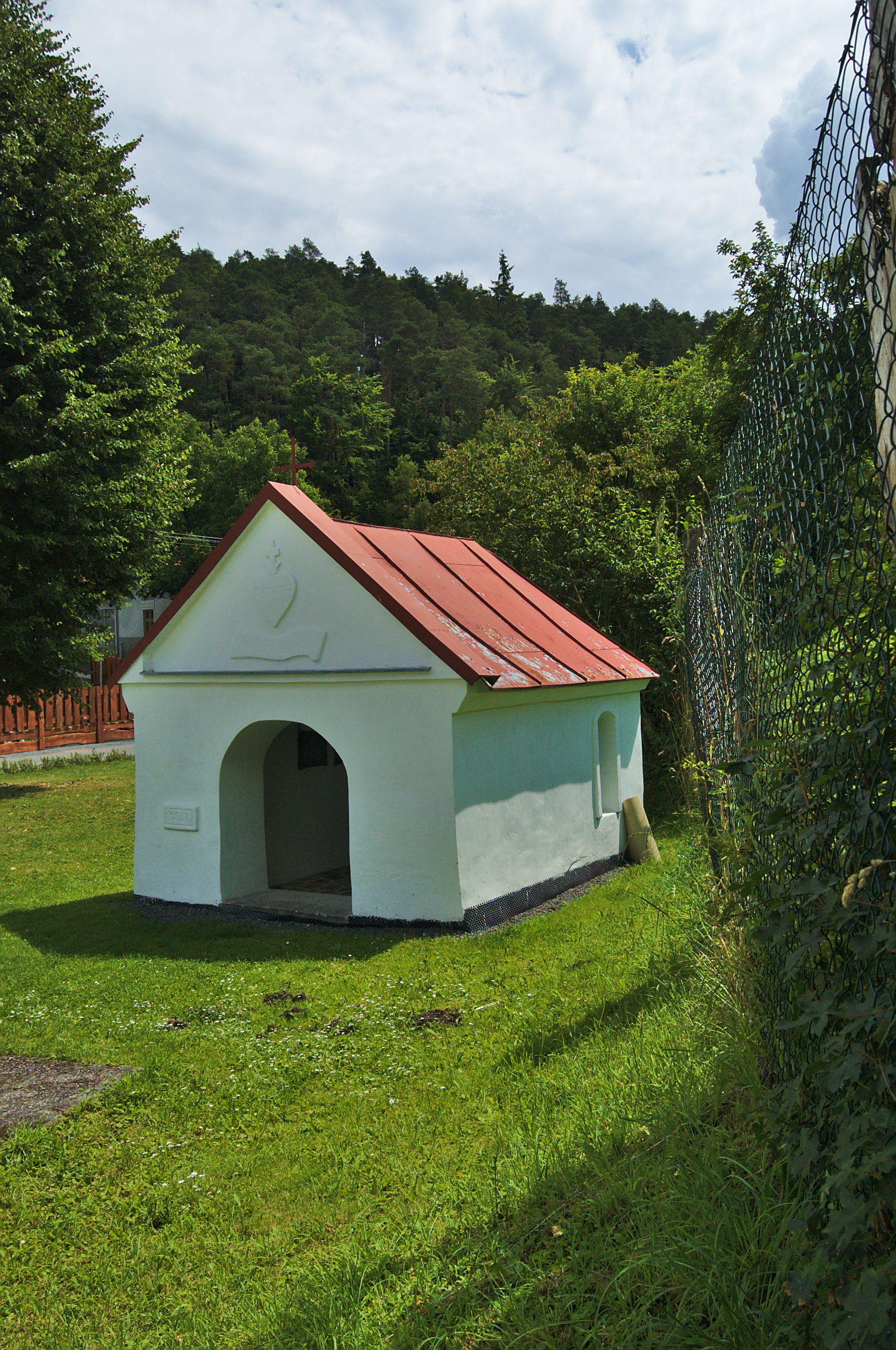
Kaplička "Na Zábraní"
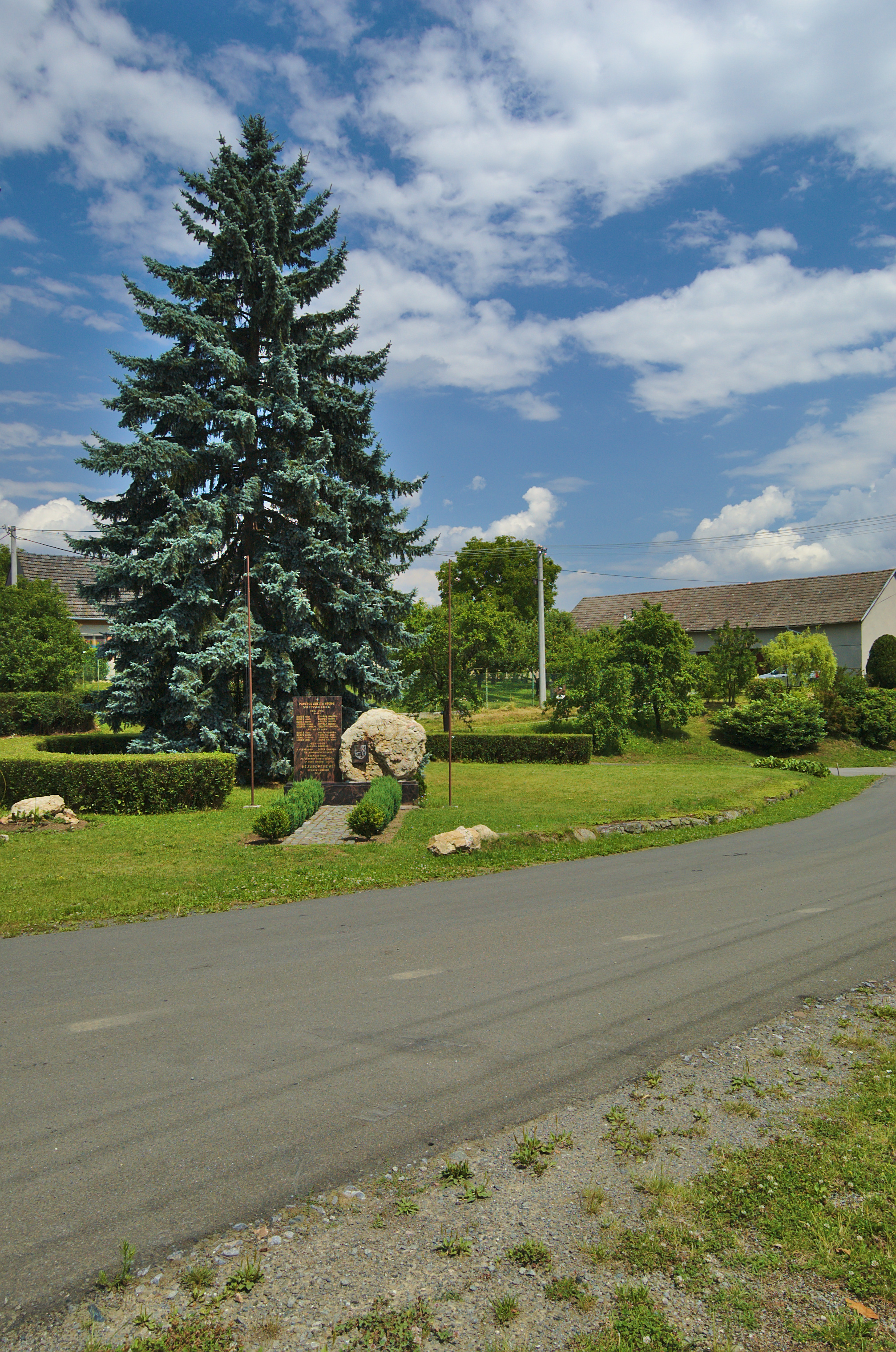
Pomník obětem světových válek
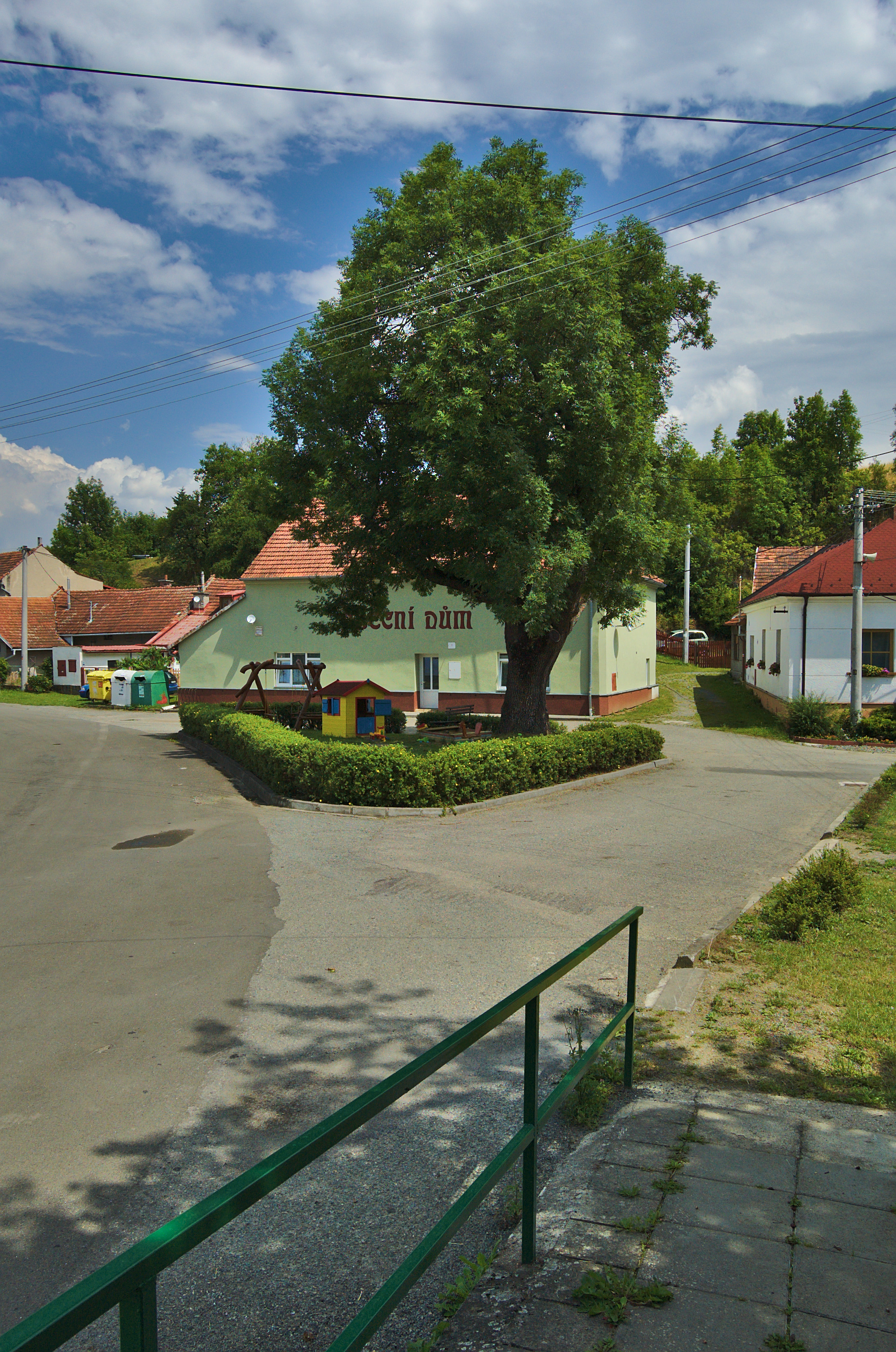
Obecní dům
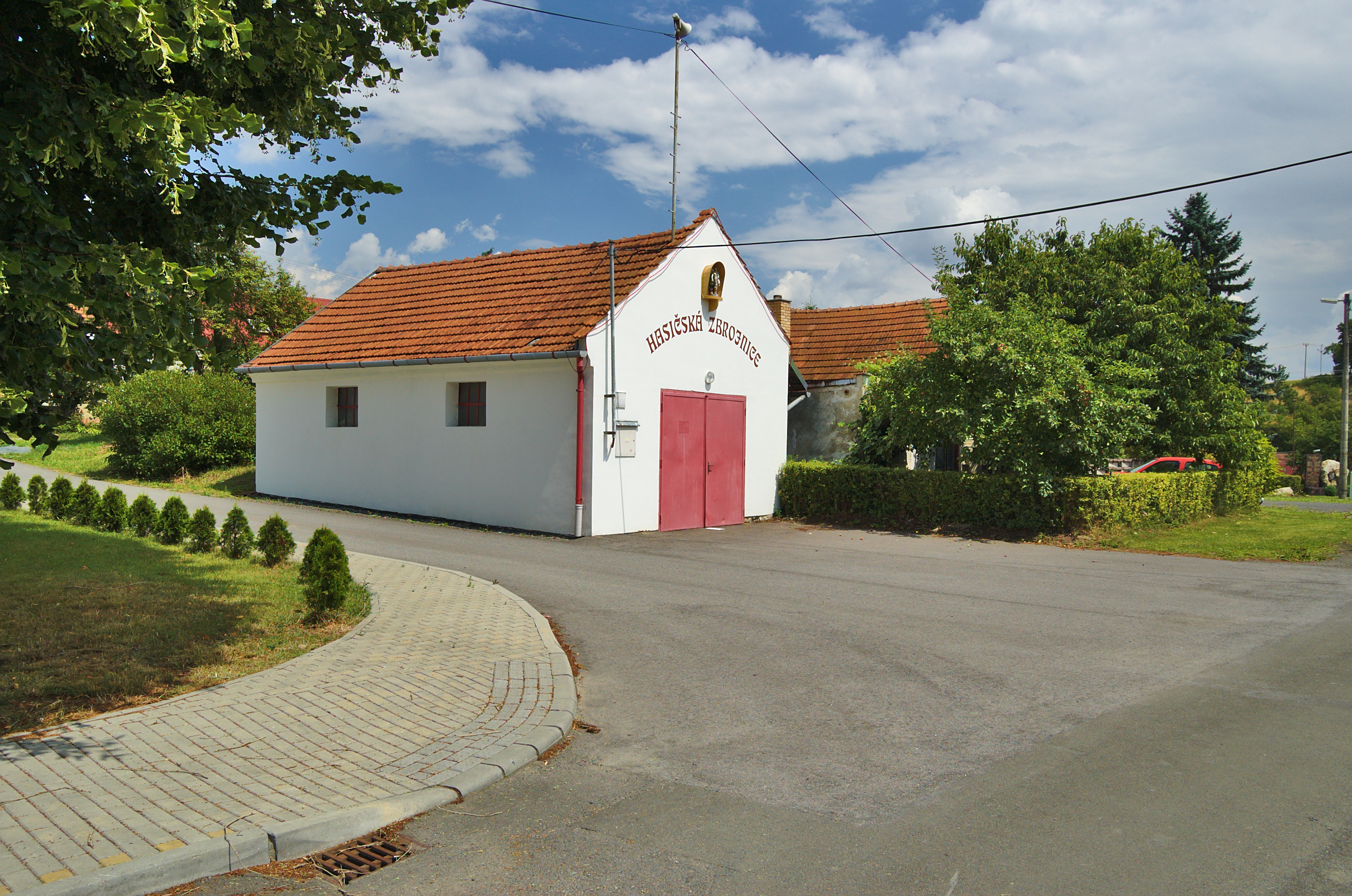
Hasičská zbrojnice
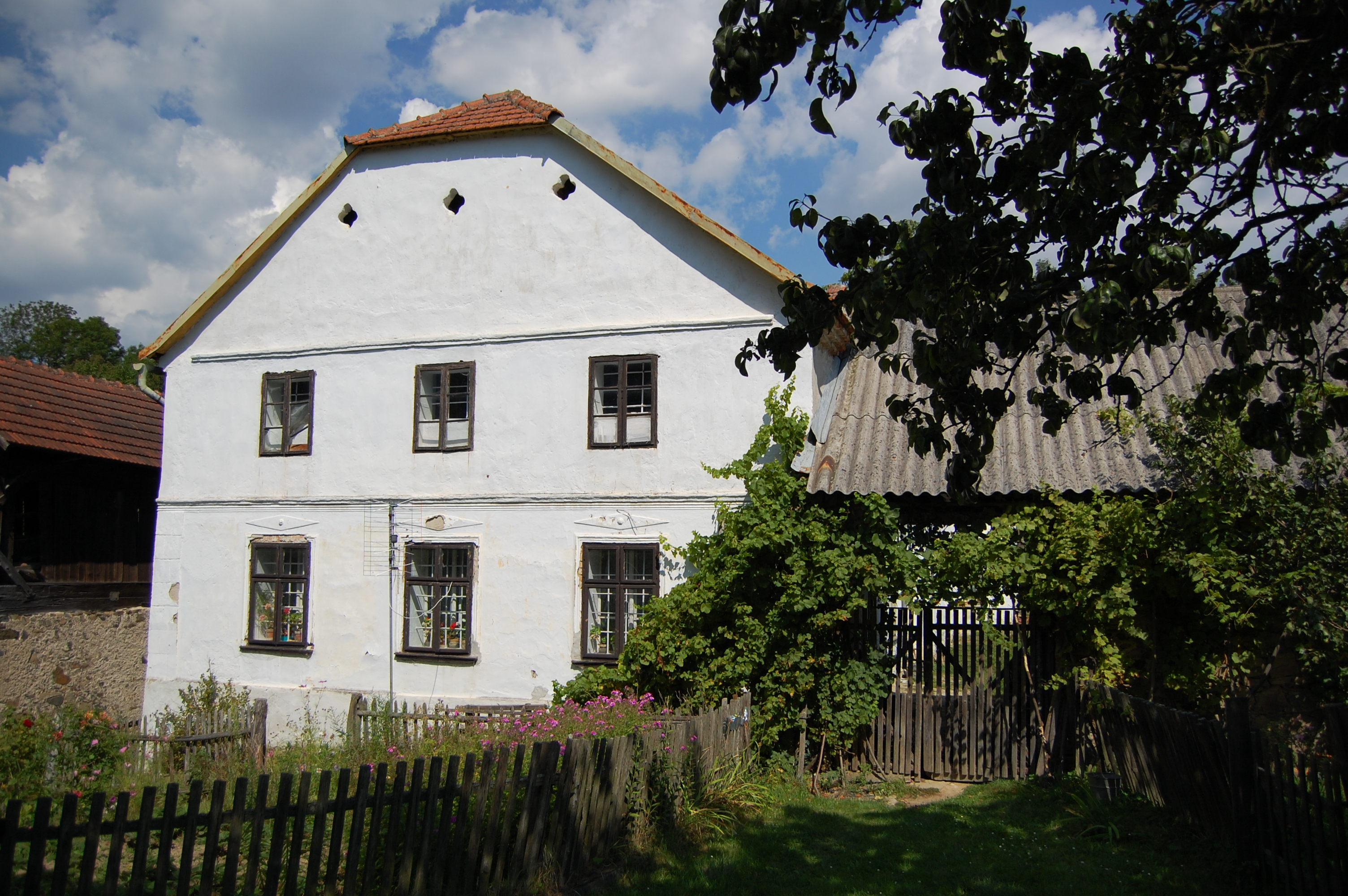
Dolní mlýn
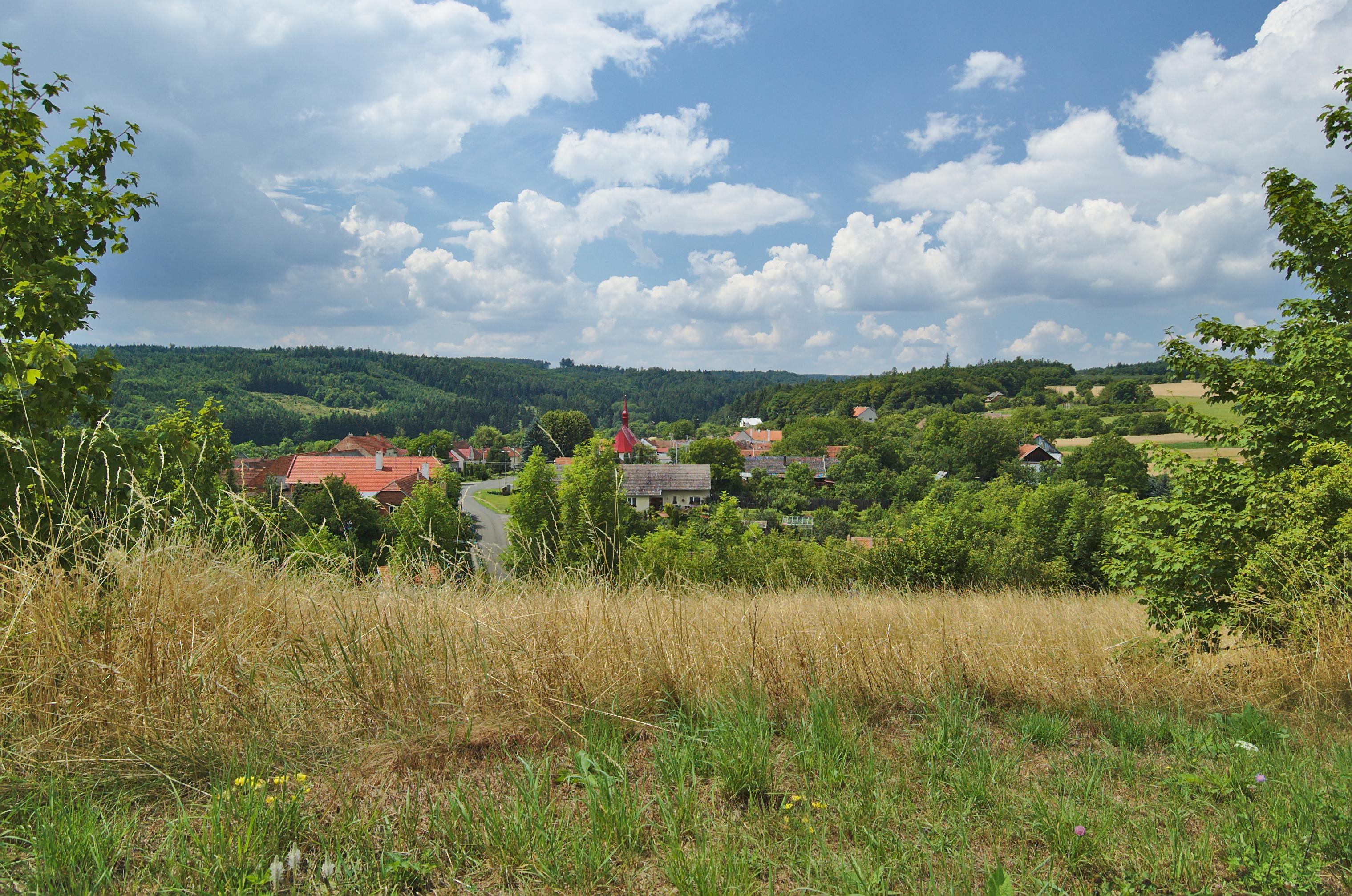
Pohled na obec od východu